# Holiare
Holiare és un poble i municipi d'Eslovàquia que es troba a la regió de Nitra, al sud-oest del país. El 2022 tenia una població estimada de 459 habitants.

## Demografia
| Godina             | 1994 | 2004   | 2014    | 2024   |
| ------------------ | ---- | ------ | ------- | ------ |
| Nombre de persones | 425  | 413    | 493     | 458    |
| Diferència         |      | −2,82% | +19,37% | −7,09% |

| Godina             | 2023 | 2024   |
| ------------------ | ---- | ------ |
| Nombre de persones | 463  | 458    |
| Diferència         |      | −1,07% |